# Ľubomír Višňovský
Ľubomír Višňovský (ur. 11 sierpnia 1976 w Topolczanach) – słowacki hokeista, reprezentant Słowacji, czterokrotny olimpijczyk.
Jego brat Tibor (ur. 1974) także został hokeistą.

## Kariera

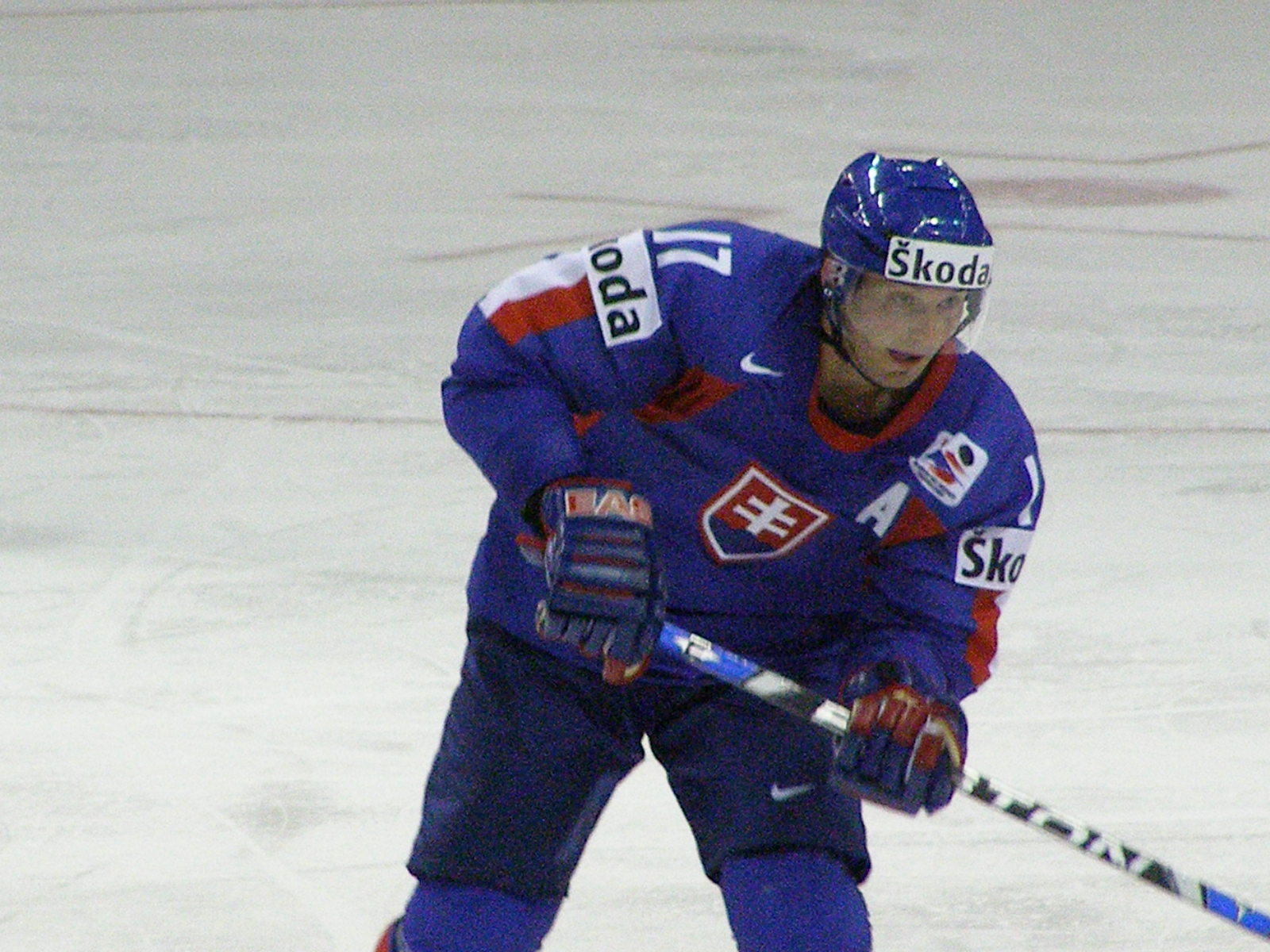
Ľubomír Višňovský w barwach Słowacji podczas MŚ 2008

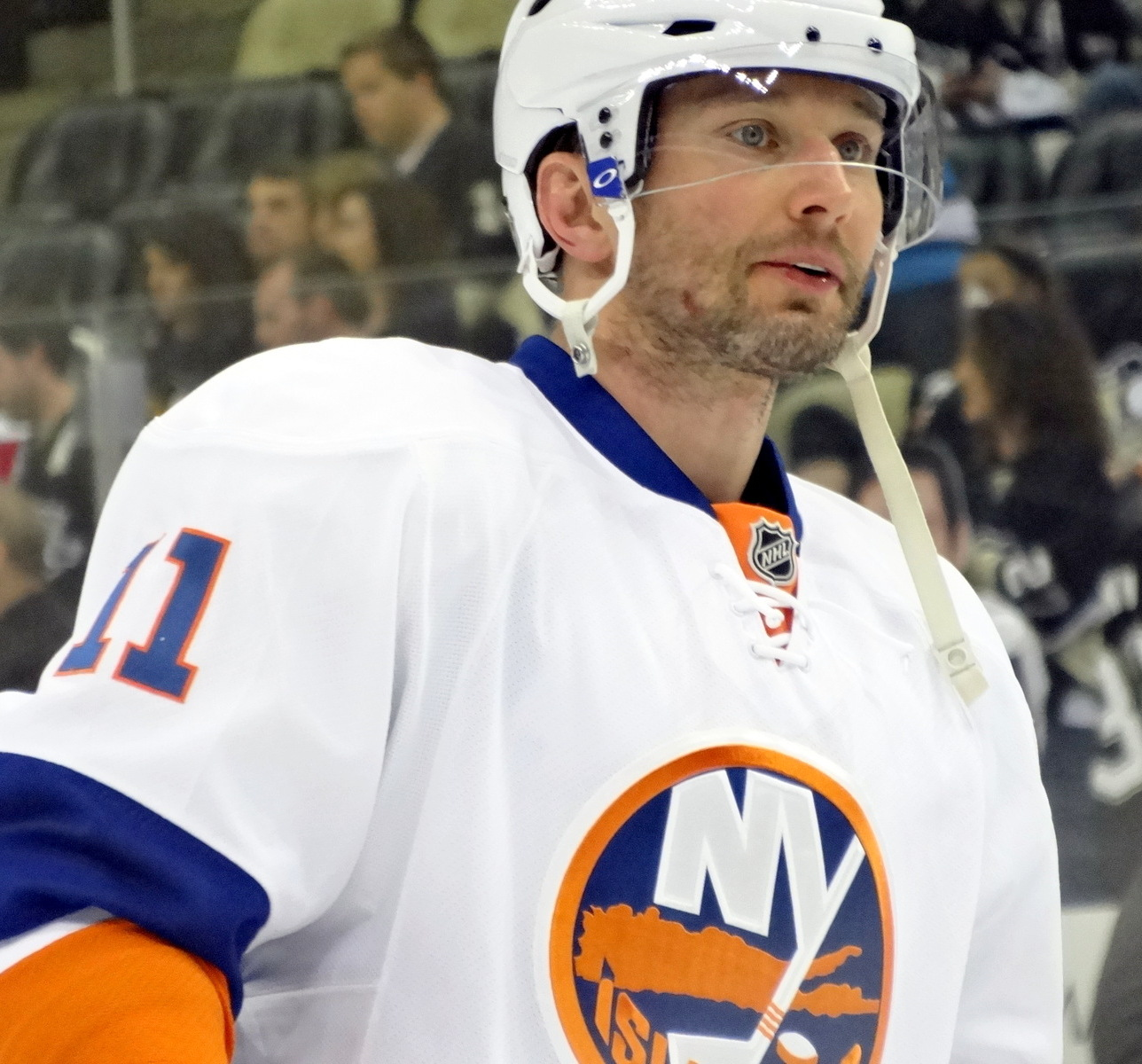
Ľubomír Višňovský w barwach New York Islanders (2013)

- Slovan Bratysława (1994–2000)
- Los Angeles Kings (2000–2004)
- Slovan Bratysława (2004–2005)
- Los Angeles Kings (2005–2008)
- Edmonton Oilers (2008–2010)
- Anaheim Ducks (2010–2012)
- New York Islanders (2012, 2013-2015)
- Slovan Bratysława (2012–2013, 2015-2016)

Wychowanek klubu HC Topoľčany. Od czerwca 2012 roku zawodnik New York Islanders. Od września 2012 roku na okres lokautu w sezonie NHL (2012/2013) związany kontraktem ze Slovanem Bratysława. W styczniu 2013 roku, pomimo zakończenia lokautu, zdecydował się kontynuować karierę ze Slovanem w KHL. W odpowiedzi jego pracodawca New York Islanders wezwał go do stawienia się na obozie przygotowawczym i zagroził zawieszeniem. Ostatecznie zawodnik dołączył do drużyny Islanders. Od końca października 2015 ponownie zawodnik Slovana Bratysława w rosyjskiej lidze KHL. Pod koniec lutego 2016, po odpadnięciu Slovana w fazie play-off sezonu KHL (2015/2016), ogłosił zakończenie kariery zawodniczej.
Uczestniczył w turniejach mistrzostw świata w 1996, 1997, 1999, 2000, 2002, 2003, 2005, 2008, 2011 oraz na zimowych igrzyskach olimpijskich 1998, 2002, 2006, 2010. Podczas ZIO 2010 otrzymał reprymendę za drobne naruszenie przepisów antydopingowych (zamiast dyskwalifikacji nałożono na niego naganę), co wiązało się ujawnieniem w jego organizmie stymulantu zawartego w leku na przeziębienie (on sam przyznał, że zażywa pseudoefdrynę i nie wiedział, że ten środek jest zabroniony). W 2014 kontuzja wykluczyła jego udział w igrzyskach olimpijskich 2014 w Soczi.

## Sukcesy
Reprezentacyjne
- Złoty medal mistrzostw świata: 2002
- Srebrny medal mistrzostw świata: 2000
- Brązowy medal mistrzostw świata: 2003

Klubowe
- Złoty medal mistrzostw Słowacji: 1998, 2000, 2005 ze Slovanem
- Srebrny medal mistrzostw Słowacji: 1999 ze Slovanem
- Brązowy medal mistrzostw Słowacji: 1995, 1996 ze Slovanem
- Puchar Tatrzański: 1997, 1998 ze Slovanem

Indywidualne
- Mecz Gwiazd ekstraligi słowackiej: 1999, 2000, 2005
- Mistrzostwa Świata w Hokeju na Lodzie 2000:
  - Pierwsze miejsce w klasyfikacji asystentów turnieju: 6 asyst
- NHL (2000/2001):
  - NHL All-Rookie Team
- Mistrzostwa Świata w Hokeju na Lodzie 2003:
  - Pierwsze miejsce w klasyfikacji strzelców turnieju wśród obrońców: 4 goli
  - Pierwsze miejsce w klasyfikacji asystentów turnieju wśród obrońców: 8 asyst
  - Pierwsze miejsce w klasyfikacji kanadyjskiej turnieju wśród obrońców: 12 punktów
  - Skład gwiazd turnieju
- Mistrzostwa Świata w Hokeju na Lodzie 2005:
  - Pierwsze miejsce w klasyfikacji kanadyjskiej turnieju wśród obrońców: 8 punktów
- Mistrzostwa Świata w Hokeju na Lodzie 2008/Elita:
  - Jeden z trzech najlepszych zawodników reprezentacji
- NHL (2010/2011):
  - Drugi skład gwiazd
  - Pierwsze miejsce w klasyfikacji kanadyjskiej turnieju wśród obrońców: 68 punktów

Wyróżnienie
- Złoty Krążek – nagroda dla najlepszego słowackiego hokeisty sezonu: 2005

## Odznaczenia
- Krzyż Prezydenta Republiki Słowackiej I Stopnia – 2002[12]
- Medal Prezydenta Republiki Słowackiej – 2003[13]